# Хайрула Фишек
Хайрула Фишек (на турски: Hayrullah Fişek) е османски и турски генерал-майор, държавен подсекретар и министър на националната отбрана.

## Биография
Роден е на 3 юни 1885 година в град Тетово. Получава името Фишек, което значи патрон на турски. Негов прародител е Сюлейман ага Фишекчи (роден около 1775 в Тетово), основател на фамилията Фишек. Майка му Фатма Ханко е дъщеря на Мустафа Рухи ефенди.
През 1901 г. постъпва във Военна академия. Завършва през 1904 година като седми в класа си и се присъединява към османската армия като втори лейтенант от пехотата. През 1906 г. постъпва в офицерски колеж и завършва като почетен капитан (Мюмтаз Юзбаши).
По време на Гръцко-турската война от 1919-1922 участва в битката при Сакаря като началник на щаба на времен корпус и служи като началник-щаб на петнадесети корпус, групата Коджаели и трети корпус с ранг щабен подполковник. Участва в битката при Баликесир, Сома и Бандирма. Пенсионира се през 1946 г.